# Boris Mejer
Boris Iwanowicz Mejer (Miercałow), ros. Борис Иванович Мейер (Мерцалов) (ur. 11 grudnia?/23 grudnia 1888 w guberni grodzieńskiej, zm. na pocz. lipca 1934 w Polsce) – rosyjski wojskowy (podpułkownik), emigrant.

## Życiorys
Ukończył szkołę realną w Białymstoku. Następnie rozpoczął studia na politechnice w Sankt Petersburgu, ale w 1907 r. został usunięty z powodu udziału w wydarzeniach rewolucyjnych. 
We wrześniu 1911 r. wstąpił do armii rosyjskiej. Służył w 5 Kompanii Aeronautycznej. We wrześniu 1912 r. w Wilnie otrzymał stopień chorążego wojsk inżynieryjnych, po czym zwolniono go do rezerwy. 
W maju 1914 r. ponownie go zmobilizowano. W październiku tego roku ukończył wojskową szkołę lotniczą w Gatczynie. Brał udział w I wojnie światowej. Służył w 24 Korpuśnym Oddziale Lotniczym.  Za loty zwiadowcze przeprowadzone w poł. lutego 1915 r. w rejonie Przemyśla został odznaczony Orderem Św. Jerzego 4 klasy. Od kwietnia tego roku walczył na Froncie Kaukaskim. Przeszedł do 3 Syberyjskiego Korpuśnego Oddziału Lotniczego. Na pocz. stycznia 1916 r. został ranny podczas lotu zwiadowczego w czasie operacji erzurumskiej. Pod koniec kwietnia tego roku został awansowany do stopnia podporucznika. W poł. listopada zmienił nazwisko z Mejer na Miercałow. Na pocz. grudnia awansował na porucznika. W marcu 1917 r. przeniesiono go do 5 Syberyjskiego Korpuśnego Oddziału Lotniczego. Od września tego roku był instruktorem w szkole lotniczej w Odessie. W styczniu 1918 r. został młodszym oficerem kompanii specjalnej ochrony portu odeskiego. 
W czerwcu 1918 został zmobilizowany do wojsk bolszewickich. Mianowano go dowódcą Saratowskiej Grupy Lotniczej, ale wkrótce znalazł się w rozporządzeniu szefa południowo-powołżskiego zarządu okręgowego bolszewickich wojsk lotniczych. We wrześniu tego roku zwolniono go jako obywatela Ukrainy. W lipcu 1919 r. w Buzułuku został aresztowany przez CzeKa. Przekazano go Oddziałowi Specjalnemu CzeKa Frontu Wschodniego, ale udało mu się wkrótce zbiec. Przedostał się do wojsk Białych adm. Aleksandra W. Kołczaka. Doszedł do stopnia podpułkownika. Po ich klęsce przedostał się do Polski. Na pocz. lipca 1934 r. popełnił samobójstwo.